# Lista de vice-presidentes do Azerbaijão
O primeiro vice-presidente do Azerbaijão é o segundo mais alto cargo oficial electivo do governo do Azerbaijão, depois do presidente. O atual vice-presidente é a primeira-dama Mehriban Aliyeva.
O escritório foi criado através de uma emenda constitucional que foi aprovada pelos eleitores durante um referendo em 26 de setembro de 2016. A emenda dá ao presidente o poder de nomear ou demitir um primeiro vice-presidente, juntamente com outros vice-presidentes.
O primeiro vice-presidente se tornará presidente em exercício se o presidente renunciar ou estiver incapacitado. Antes da posição a ser estabelecida, esses deveres transferidos para o primeiro-ministro, que agora é segundo na linha após o primeiro vice-presidente. Um vice-presidente tem imunidade e não pode ser preso, acusado ou condenado durante o seu mandato.
Para ser elegível para ser vice-presidente, uma pessoa é obrigada a ser um cidadão do Azerbaijão, possuem direitos de voto, têm um diploma universitário, e não têm responsabilidades para outros estados.
Em 21 de fevereiro de 2017, o presidente Ilham Aliyev nomeou sua esposa Mehriban Aliyeva para ser a Primeira Vice-Presidente.

## Lista de primeiros vice-presidentes
| №                                                               | Retrato | Nome             | Início do mandato       | Fim do mandato | Partido                    | Presidente   |
| --------------------------------------------------------------- | ------- | ---------------- | ----------------------- | -------------- | -------------------------- | ------------ |
| Posto criado em 26 de setembro de 2016                          |         |                  |                         |                |                            |              |
| Posição vaga (26 de setembro de 2016 - 21 de fevereiro de 2017) |         |                  |                         |                |                            |              |
| 1                                                               |         | Mehriban Aliyeva | 21 de fevereiro de 2017 | Em exercício   | Partido do Novo Azerbaijão | Ilham Aliyev |